# Pedra Branca (Tasmânia)

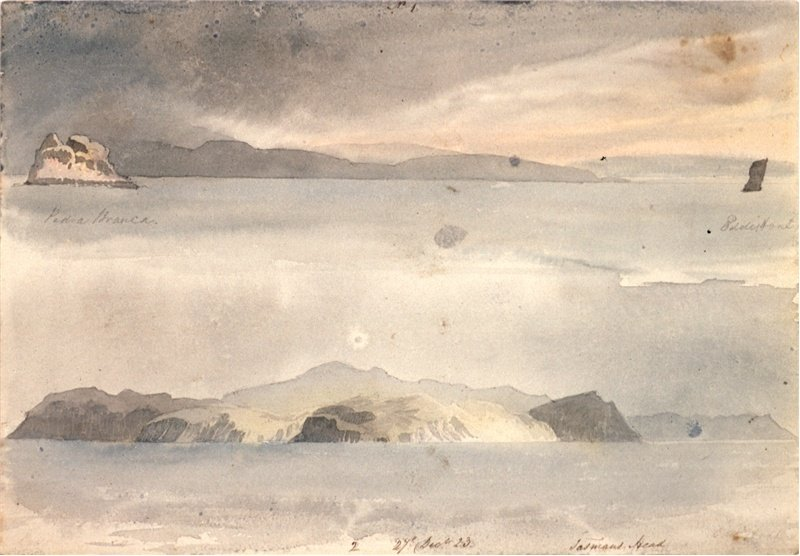
Pedra Branca e Eddistone (1823)

Pedra Branca é um ilhéu rochoso situado a 26 km a sul-sudeste do cabo Sudeste da Tasmânia. De acesso difícil, a ilha é notável pela rica vida marinha, clima húmido e ventoso, geologia interessante e fortes ondas das águas vizinhas. Faz parte do Southwest National Park.
O navegador neerlandês Abel Tasman, aquando da sua expedição que descobriu a Tasmânia, assinalou-a com o nome em língua portuguesa no diário de bordo de 29 de novembro de 1642 como rochedo semelhante a um com o mesmo nome ao largo da costa da China. Crê-se que faria referência à ilha de Pedra Branca no mar da China Meridional. 
As condições meteorológicas na região podem ser extremas, sendo a costa fustigada por vagalhões. Uma destas vagas, provavelmente com 45 metros, custou a vida ao oceanógrafo Hamish Saunders em abril de 2003.
A ilha abriga muitas espécies de aves marinhas e o endémico lagarto-de-Pedra-Branca (Niveoscincus palfreymani). A flora é pobre, com a espécie única Sarcocornia quinqueflora. 

## Fonte
- Este artigo foi inicialmente traduzido, total ou parcialmente, do artigo da Wikipédia em francês cujo título é «Pedra Branca (Tasmanie)».